# Nintendo e-Reader

Logo

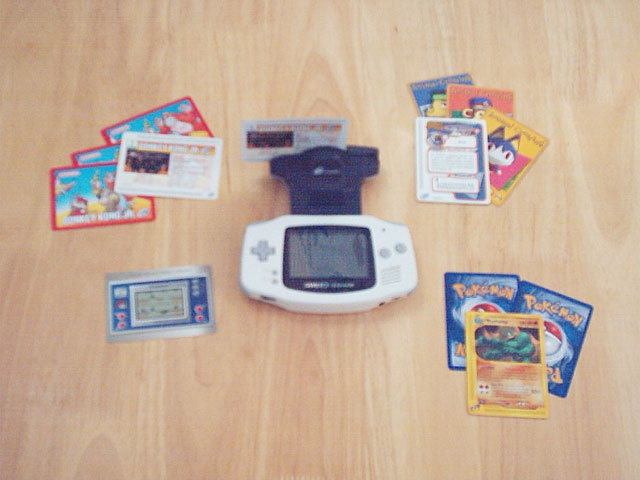
Ein Game Boy Advance mit aufgestecktem Nintendo e-Reader und verschiedenen e-Cards

Der Nintendo e-Reader ist ein Peripheriegerät für den Game Boy Advance, welches am 17. September 2002 in den USA veröffentlicht wurde. Dabei handelt es sich um eine Art Kartenlesegerät, mit dem ein Punktecode, ähnlich einem Strichcode von speziellen e-Cards eingelesen werden kann. Der Nintendo e-Reader wird dabei in den Modulschacht und den Link-Port des Game Boy Advance gesteckt.
Das Gerät ist mit einem eigenen Link-Port ausgestattet, so dass man das Link-Feature weiterhin nutzen kann, um den Game Boy Advance zum Beispiel mit dem Nintendo GameCube zu verbinden. Auf diese Weise lassen sich ggf. Inhalte der e-Cards in GameCube-Spielen nutzen, sofern diese Funktion durch das Spiel unterstützt wird. Ferner verfügt es über einen internen, permanenten Speicher, um Inhalte der e-Cards oder Tools für das Gerät zu speichern.
Es gibt diverse Arten von e-Cards. So gibt es zum Beispiel Karten-Sets, mit denen man durch das Einlesen des Punktecodes alte NES-Spiele wie zum Beispiel Donkey Kong oder Ballon Fight erhält. Ferner veröffentlichte Nintendo spezielle Pokémon-Sammelkarten für den Nintendo e-Reader. Durch das Einlesen des Codes auf diesen Karten erhielt man Minispiele mit dem jeweils zur Karte bzw. zu den Karten gehörenden Pokémon. Für das GameCube-Spiel Animal Crossing wurden vier e-Card-Serien veröffentlicht, über deren Punktecode man im Spiel unter anderem Geschenke erhielt.
Das Gerät wurde nicht in Europa veröffentlicht.